# Prigione 77
Prigione 77 (Modelo 77 in lingua originale) è un film drammatico del 2022 diretto da Alberto Rodríguez Librero.
La trama si sviluppa tra il 1976 e il 1978 in Spagna, durante il periodo della transizione democratica, e prende spunto da fatti realmente accaduti nel carcere Model di Barcellona nel 1978, quando 45 detenuti tentarono di evadere dopo una rivolta guidata dal COPEL (Coordinadora de presos en lucha, Coordinamento dei prigionieri in lotta).

## Trama
Spagna, seconda metà degli anni settanta, durante il periodo della transizione democratica. José Pino e Manuel sono due detenuti del carcere Model di Barcellona. José è un prigioniero anziano, che ha già sperimentato diversi regimi carcerari, disincantato sulla possibilità che il cambiamento che sta avvenendo nel Paese possa portare a dei mutamenti anche nelle condizioni di incarcerazione dei detenuti spagnoli; Manuel è un giovane contabile, istruito e da poco imprigionato, che diviene uno dei portavoce nel carcere delle istanze del COPEL, il Coordinamento dei prigionieri in lotta. Il governo tuttavia risponde con durezza alla richiesta di un'amnistia generale.

## Produzione
La sceneggiatura è stata scritta dal regista Alberto Rodríguez insieme con Rafael Cobos, suo collaboratore abituale. Il film è una coproduzione di Movistar Plus+ e Atípica Films. Hanno partecipato alla realizzazione del film altri abituali collaboratori del regista Alberto Rodríguez, quali Alex Catalán come cinematografo, Pepe Domínguez del Olmo in qualità di direttore artistico, José G. Moyano al montaggio e Julio de la Rosa|es come compositore.
Le riprese sono iniziate a Barcellona il 2 agosto 2021. Quale principale set del film è stato utilizzato l'edificio del penitenziario maschile Modelo, dismesso a tale uso nel 2017. Completata una prima fase del riprese ad agosto inoltrato, il set è stato spostato nella provincia di Siviglia dove le riprese sono state ultimate il 4 ottobre 2021.

## Distribuzione
Il film è stato presentato fuori concorso alla settantesima edizione del Festival internazionale del cinema di San Sebastián il 16 settembre 2022. Distribuito da Buena Vista International, il film è uscito nelle sale in Spagna il 23 settembre 2022, registrando nel primo anno un incasso lordo di 2,1 milioni di euro. Successivamente è stato distribuito per la televisione su Movistar Plus+. I diritti per la distribuzione nel 2023 del film in Messico, Stati Uniti e America Latina sono stati acquisiti da TelevisaUnivision. In Italia, il film è uscito nelle sale l'8 giugno 2023, distribuito da Movies Inspired, e in televisione l'8 giugno 2024 su Rai 4.

## Riconoscimenti
Alla trentesima edizione dei Premi Goya, nel 2023, il film è stato candidato nelle categorie per il miglior film, miglior regista, miglior attore protagonista, miglior attore non protagonista, ricevendo i premi in cinque categorie tecniche: per la miglior scenografia (a Pepe Domínguez del Olmo), per i migliori costumi (a Fernando García), per il miglior trucco e acconciatura (a Yolanda Piña e Félix Terrero), per i migliori effetti speciali (a Esther Ballesteros e Ana Rubio) e per la miglior produzione (a Manuela Ocón).